# Vieille-Chapelle
Pour les articles homonymes, voir Vieille Chapelle (homonymie), Vieille et Chapelle (homonymie).
Vieille-Chapelle est une commune française située dans le département du Pas-de-Calais en région Hauts-de-France.
La commune fait partie de la communauté d'agglomération de Béthune-Bruay, Artois-Lys Romane qui regroupe 100 communes et compte 275 327 habitants en 2021.

## Géographie

### Localisation
Localisée dans l'est du département du Pas-de-Calais, proche du département du Nord (3 km), Vieille-Chapelle est une commune drainée par la Lawe et située, à vol d'oiseau, à 8 km au nord-est de la commune de Béthune (chef-lieu d'arrondissement), à 16 km au sud-est de la frontière entre la Belgique et la France et à 25 km à l'ouest de la commune de Lille (aire d'attraction).
Le territoire de la commune est limitrophe de ceux de trois communes.
Les communes limitrophes sont Lestrem, La Couture et Richebourg.

### Géologie et relief
La superficie de la commune est de 3,41 km2 ; son altitude varie de 16  à   19 mètres.

### Hydrographie
Le territoire de la commune est situé dans le bassin Artois-Picardie.
Deux cours d'eau traversent la commune :
- la Lawe qui la traverse sur sa rive droite pour aller se jeter dans la Lys au niveau de La Gorgue[4] ;
- la Loisne aval, cours d'eau naturel de 11,53 km, qui prend sa source dans la commune de Beuvry et se jette dans la Lawe au niveau de la commune de La Couture[5].

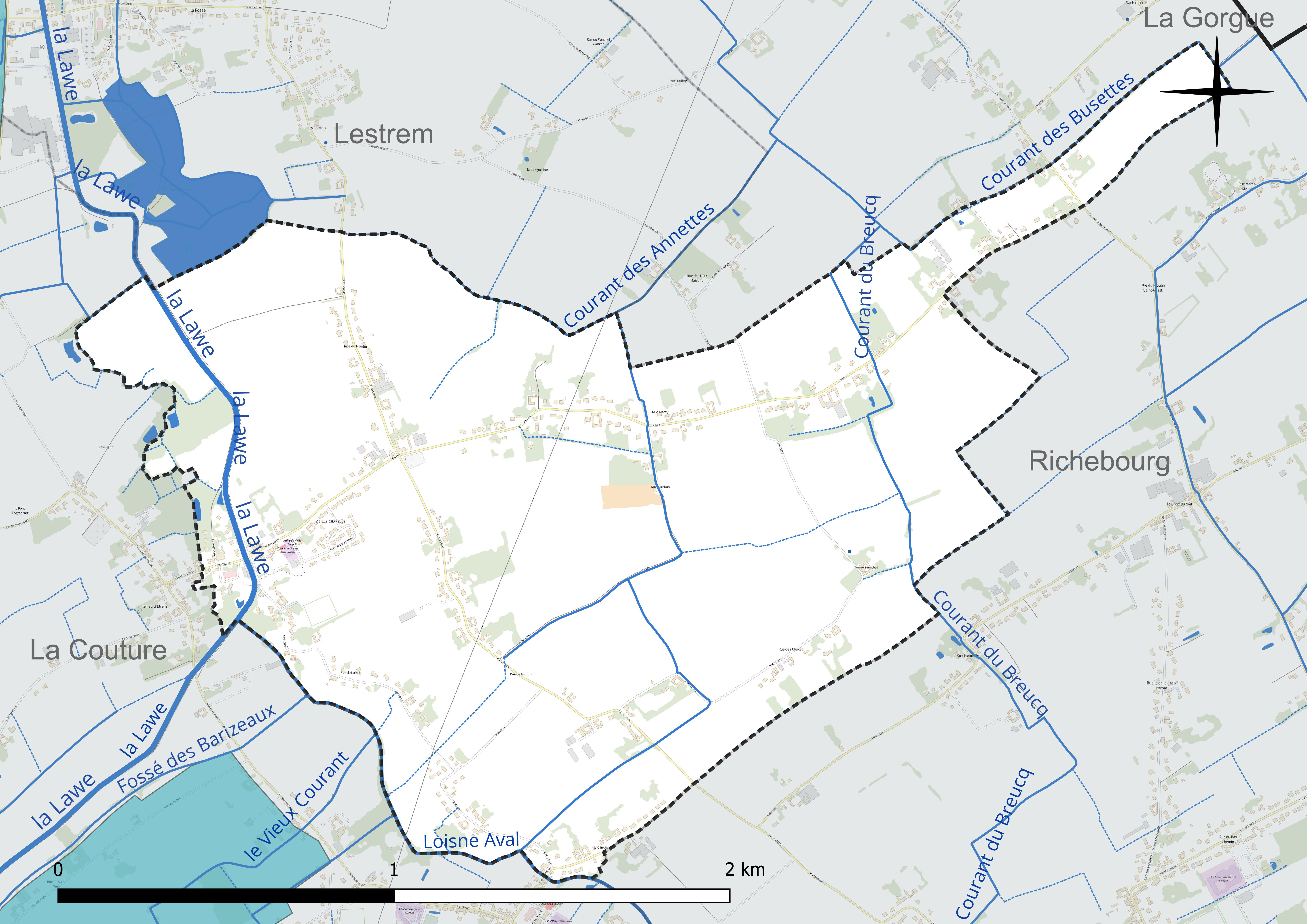
Réseau hydrographique de Vieille-Chapelle[Note 1].
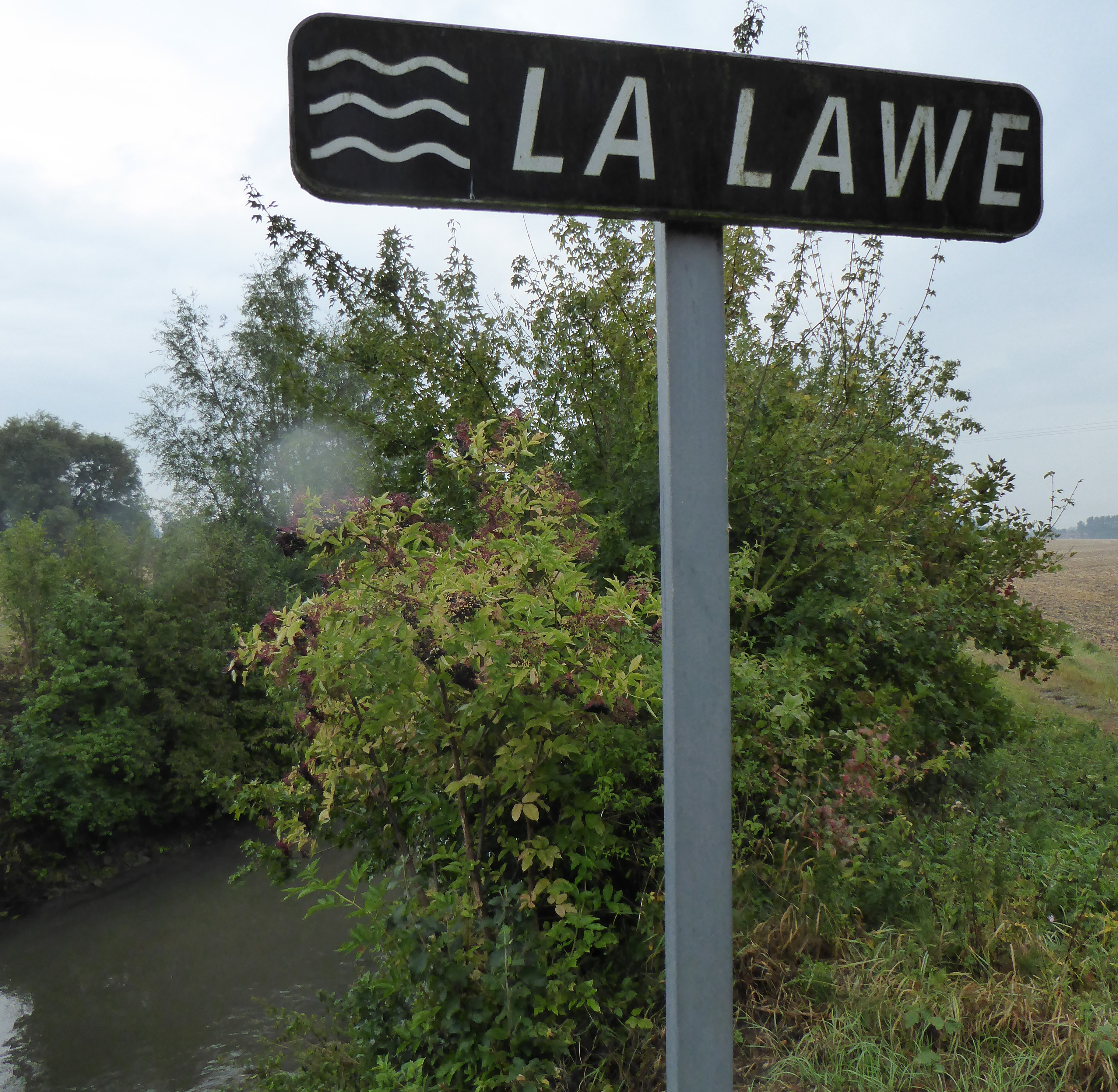
La Lawe.
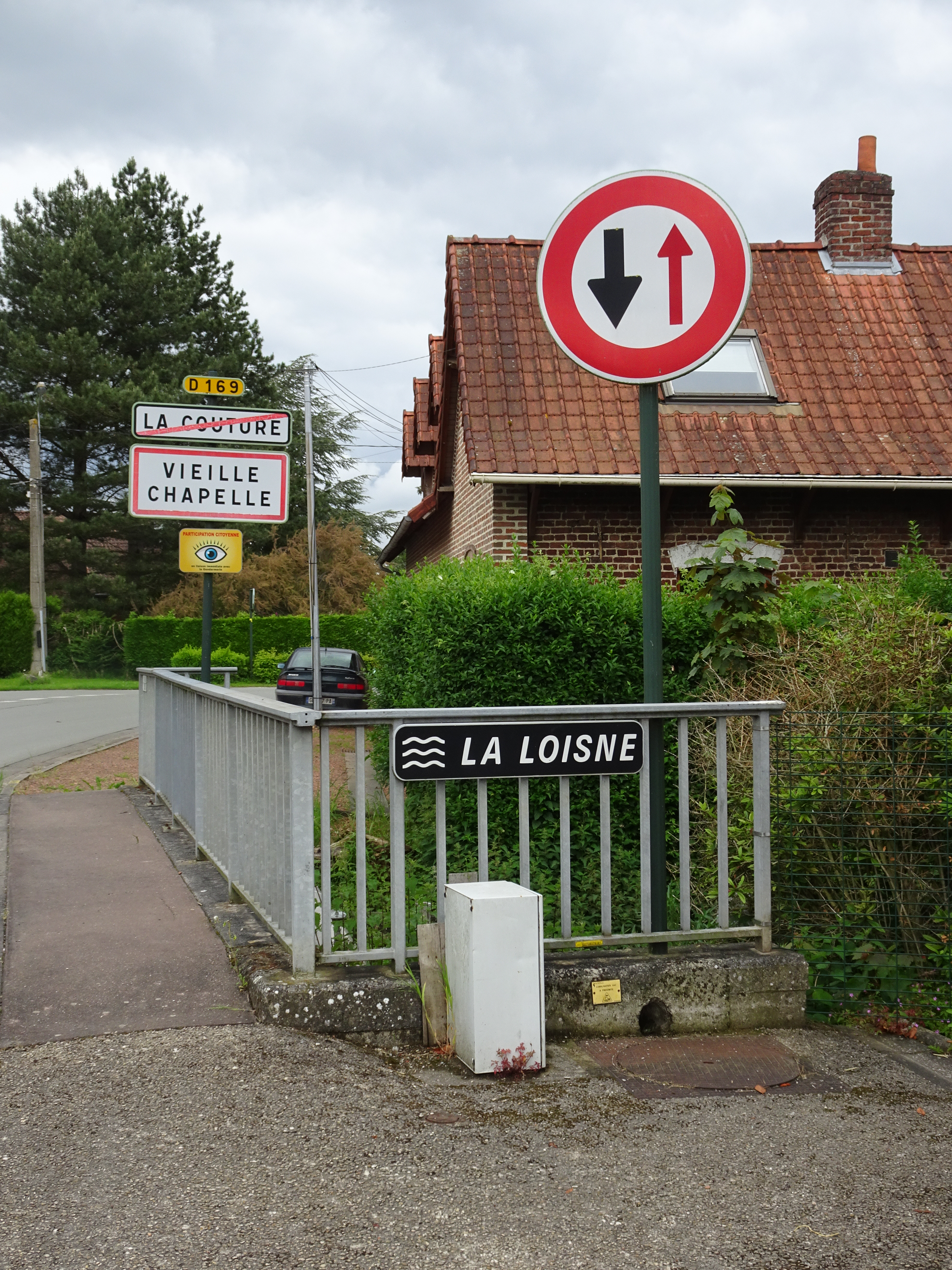
La Loisne.

### Climat
Pour des articles plus généraux, voir Climat des Hauts-de-France et Climat du Nord-Pas-de-Calais.
En 2010, le climat de la commune est de type climat océanique dégradé des plaines du Centre et du Nord, selon une étude du CNRS s'appuyant sur une série de données couvrant la période 1971-2000. En 2020, Météo-France publie une typologie des climats de la France métropolitaine dans laquelle la commune est exposée à un climat océanique et est dans la région climatique Côtes de la Manche orientale, caractérisée par un faible ensoleillement (1 550 h/an) ; forte humidité de l’air (plus de 20 h/jour avec humidité relative > 80 % en hiver), vents forts fréquents.
Pour la période 1971-2000, la température annuelle moyenne est de 10,7 °C, avec une amplitude thermique annuelle de 14 °C. Le cumul annuel moyen de précipitations est de 703 mm, avec 11,8 jours de précipitations en janvier et 8,5 jours en juillet. Pour la période 1991-2020, la température moyenne annuelle observée sur la station météorologique la plus proche, située sur la commune de Lillers à 16 km à vol d'oiseau, est de 11,1 °C et le cumul annuel moyen de précipitations est de 731,5 mm,. Pour l'avenir, les paramètres climatiques de la commune estimés pour 2050 selon différents scénarios d'émission de gaz à effet de serre sont consultables sur un site dédié publié par Météo-France en novembre 2022.

### Milieux naturels et biodiversité

#### Zone naturelle d'intérêt écologique, faunistique et floristique
L’inventaire des zones naturelles d'intérêt écologique, faunistique et floristique (ZNIEFF) a pour objectif de réaliser une couverture des zones les plus intéressantes sur le plan écologique, essentiellement dans la perspective d’améliorer la connaissance du patrimoine naturel national et de fournir aux différents décideurs un outil d’aide à la prise en compte de l’environnement dans l’aménagement du territoire.
Le territoire communal comprend une ZNIEFF de type 1 : le bois de la Fosse à Lestrem, d’une superficie de 13 hectares et d'une altitude variant de 18  à   20 mètres. Ce site est composé d’un bois alluvial d’une grande valeur paysagère et qui joue un rôle au sein du corridor biologique et écologique constitué par la Lawe.

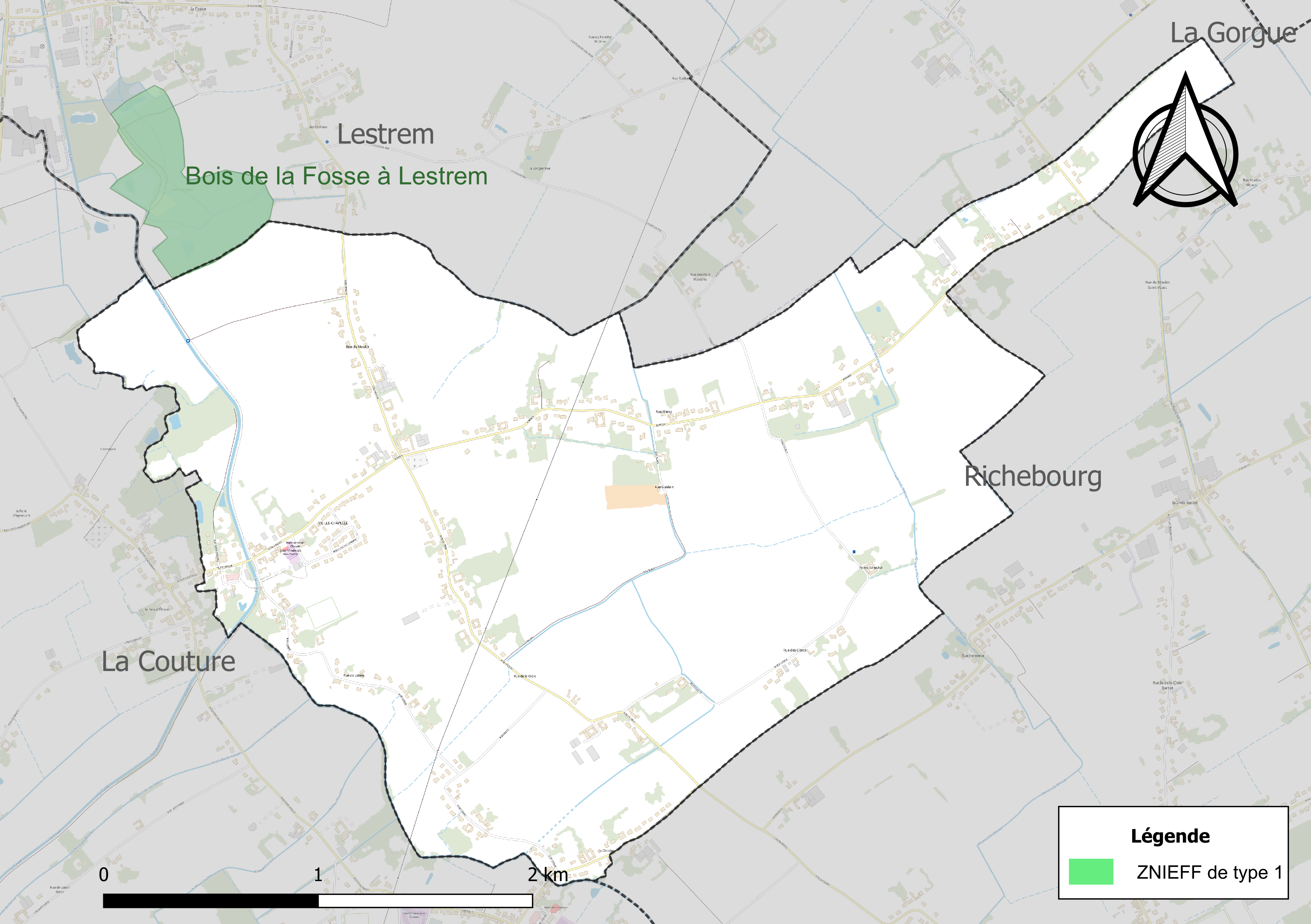
Carte de la ZNIEFF sur la commune.

## Urbanisme

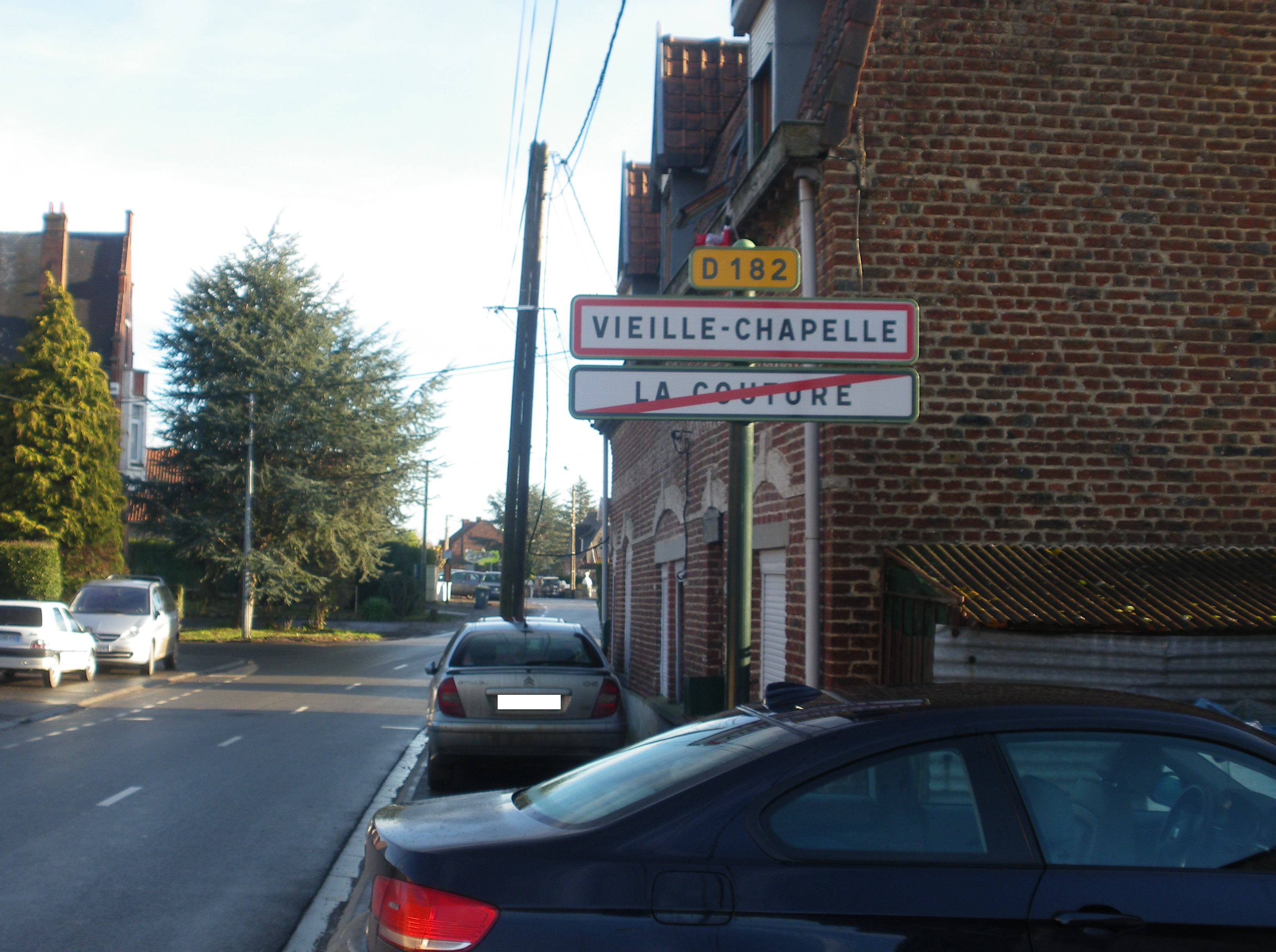
Vieille-Chapelle, visible depuis la commune voisine de La Couture.

### Typologie
Au 1er janvier 2024, Vieille-Chapelle est catégorisée commune rurale à habitat dispersé, selon la nouvelle grille communale de densité à sept niveaux définie par l'Insee en 2022.
Elle appartient à l'unité urbaine de Béthune, une agglomération inter-départementale regroupant 94  communes, dont elle est une commune de la banlieue,,. Par ailleurs la commune fait partie de l'aire d'attraction de Lille (partie française), dont elle est une commune de la couronne,. Cette aire, qui regroupe 201 communes, est catégorisée dans les aires de 700 000 habitants ou plus (hors Paris),.

### Occupation des sols
L'occupation des sols de la commune, telle qu'elle ressort de la base de données européenne d’occupation biophysique des sols Corine Land Cover (CLC), est marquée par l'importance des territoires agricoles (93,7 % en 2018), en diminution par rapport à 1990 (99 %). La répartition détaillée en 2018 est la suivante : 
terres arables (93,7 %), zones urbanisées (6,3 %). L'évolution de l’occupation des sols de la commune et de ses infrastructures peut être observée sur les différentes représentations cartographiques du territoire : la carte de Cassini (XVIIIe siècle), la carte d'état-major (1820-1866) et les cartes ou photos aériennes de l'IGN pour la période actuelle (1950 à aujourd'hui).

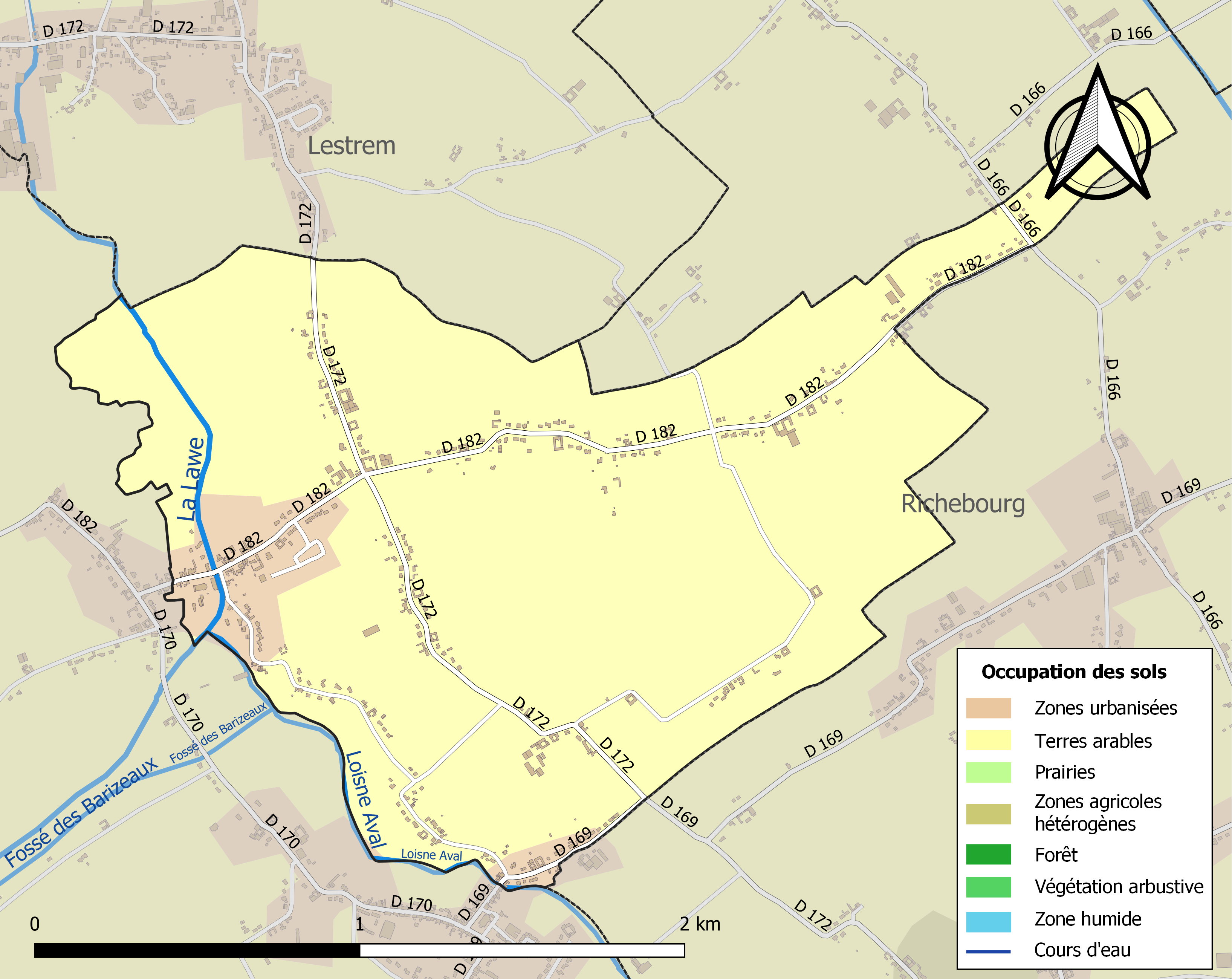
Carte des infrastructures et de l'occupation des sols de la commune en 2018 (CLC).

## Toponymie
Le nom de la localité est attesté sous les formes Capella supra Loisne (1235) ; Le Viés Capielle (1296) ; Le Capelle sour Loyne (1318) ; Le Vis Cappelle sur Loisne (1321) ; Le Viés Capele (1328) ; Le Capiele sur Loysne (1330) ; Le Vieze Capele sur Loise (1340) ; Le Vieille-Couppelle (1516) ; Viese-Chappelle-en-l’Advoyerie (1518) ; Vieille-Capelle (1720) ; Vielle-Chapelle (XVIIIe siècle).

## Histoire
Après la Première Guerre mondiale, la commune est décorée de la croix de guerre 1914-1918 par décret du 25 septembre 1920, distinction également attribuée à 276 autres communes du Pas-de-Calais.

## Politique et administration

### Découpage territorial
La commune se trouve dans l'arrondissement de Béthune du département du Pas-de-Calais.

#### Commune et intercommunalités
La commune est membre de la communauté d'agglomération de Béthune-Bruay, Artois-Lys Romane.

#### Circonscriptions administratives
La commune est rattachée au canton de Beuvry.

#### Circonscriptions électorales
Pour l'élection des députés, la commune fait partie de la neuvième circonscription du Pas-de-Calais.

### Élections municipales et communautaires

#### Liste des maires
| Période                                  | Période                     | Identité            | Étiquette | Qualité |
| ---------------------------------------- | --------------------------- | ------------------- | --------- | --- |
| Les données manquantes sont à compléter. |                             |                     |           | |
| mars 1983                                | 2001                        | Noel Fruchart       |           | |
| mars 2001                                | 2008                        | Alain De Jonckheere |           | |
| mars 2008                                | En cours (au 11 avril 2022) | Jean-Michel Desse   |           | Ingénieur de recherche dans l’aéronautique Réélu pour le mandat 2014-2020, Réélu pour le mandat 2020-2026, |

## Population et société

### Démographie

#### Évolution démographique
L'évolution du nombre d'habitants est connue à travers les recensements de la population effectués dans la commune depuis 1793. Pour les communes de moins de 10 000 habitants, une enquête de recensement portant sur toute la population est réalisée tous les cinq ans, les populations de référence des années intermédiaires étant quant à elles estimées par interpolation ou extrapolation. Pour la commune, le premier recensement exhaustif entrant dans le cadre du nouveau dispositif a été réalisé en 2006.

En 2022, la commune comptait 888 habitants, en évolution de +13,7 % par rapport à 2016 (Pas-de-Calais : −0,72 %, France hors Mayotte : +2,11 %).
| 1793 | 1800 | 1806 | 1821 | 1831 | 1836 | 1841 | 1846 | 1851 |
| ---- | ---- | ---- | ---- | ---- | ---- | ---- | ---- | ---- |
| 751  | 835  | 818  | 858  | 828  | 841  | 828  | 809  | 804  |

| 1856 | 1861 | 1866 | 1872 | 1876 | 1881 | 1886 | 1891 | 1896 |
| ---- | ---- | ---- | ---- | ---- | ---- | ---- | ---- | ---- |
| 802  | 827  | 817  | 803  | 690  | 668  | 660  | 578  | 599  |

| 1901 | 1906 | 1911 | 1921 | 1926 | 1931 | 1936 | 1946 | 1954 |
| ---- | ---- | ---- | ---- | ---- | ---- | ---- | ---- | ---- |
| 519  | 505  | 503  | 352  | 359  | 336  | 339  | 323  | 341  |

| 1962 | 1968 | 1975 | 1982 | 1990 | 1999 | 2006 | 2011 | 2016 |
| ---- | ---- | ---- | ---- | ---- | ---- | ---- | ---- | ---- |
| 355  | 323  | 324  | 466  | 681  | 697  | 715  | 781  | 781  |

| 2021 | 2022 | - | - | - | - | - | - | - |
| ---- | ---- | - | - | - | - | - | - | - |
| 860  | 888  | - | - | - | - | - | - | - |

#### Pyramide des âges
En 2018, le taux de personnes d'un âge inférieur à 30 ans s'élève à 35,2 %, soit en dessous de la moyenne départementale (36,7 %). De même, le taux de personnes d'âge supérieur à 60 ans est de 20,2 % la même année, alors qu'il est de 24,9 % au niveau départemental.
En 2018, la commune comptait 419 hommes pour 365 femmes, soit un taux de 53,44 % d'hommes, largement supérieur au taux départemental (48,50 %).
Les pyramides des âges de la commune et du département s'établissent comme suit.
| Hommes | Classe d’âge | Femmes |
| ------ | ------------ | ------ |
| 0,0    | 90 ou +      | 0,3    |
| 3,1    | 75-89 ans    | 5,4    |
| 16,5   | 60-74 ans    | 15,2   |
| 22,5   | 45-59 ans    | 23,8   |
| 20,0   | 30-44 ans    | 23,4   |
| 17,8   | 15-29 ans    | 12,5   |
| 20,2   | 0-14 ans     | 19,5   |

| Hommes | Classe d’âge | Femmes |
| ------ | ------------ | ------ |
| 0,5    | 90 ou +      | 1,6    |
| 5,6    | 75-89 ans    | 8,9    |
| 16,7   | 60-74 ans    | 18,1   |
| 20,2   | 45-59 ans    | 19,2   |
| 18,9   | 30-44 ans    | 18,1   |
| 18,2   | 15-29 ans    | 16,2   |
| 19,9   | 0-14 ans     | 17,9   |

## Culture locale et patrimoine

### Lieux et monuments

l'église Notre-Dame.

- L'Église Notre-Dame, reconstruite après la Première Guerre mondiale.

### Héraldique
| Blason de Vieille-Chapelle | Blason  | De gueules au chevron d'argent chargé de sept mouchetures d'hermine de sable. Ornements extérieursCroix de guerre 1914-1918 |
| Blason de Vieille-Chapelle | Détails | Le statut officiel du blason reste à déterminer.                                                                            |

## Pour approfondir

#### Bases de données, dictionnaires et encyclopédies
- Ressources relatives à la géographie :   - Insee (communes)
  - Ldh/EHESS/Cassini
- Ressource relative à plusieurs domaines :   - Annuaire du service public français
- Notices d'autorité :   - VIAF
  - BnF (données)